# 실루테구

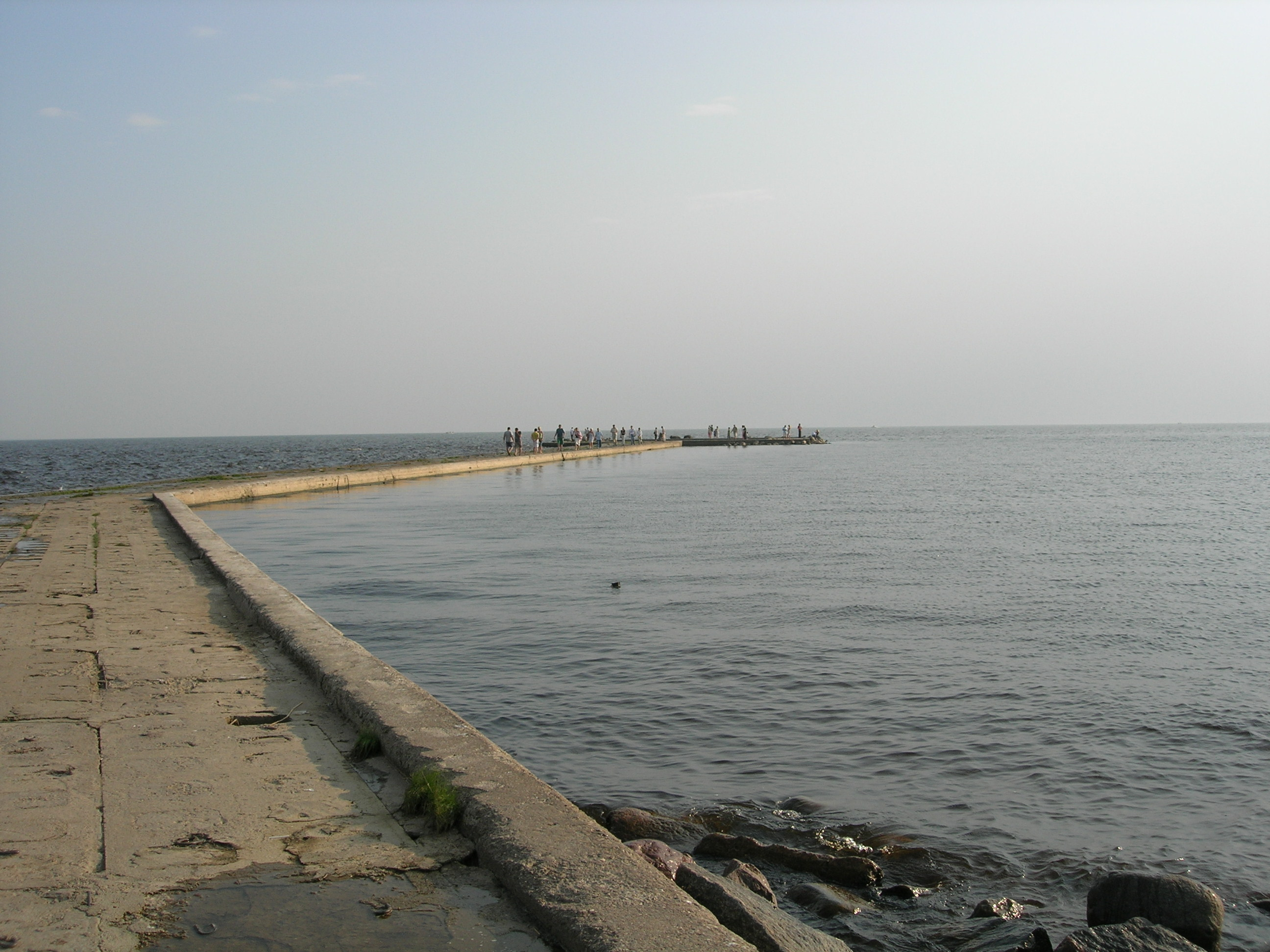
실루테구에 위치한 벤테곶

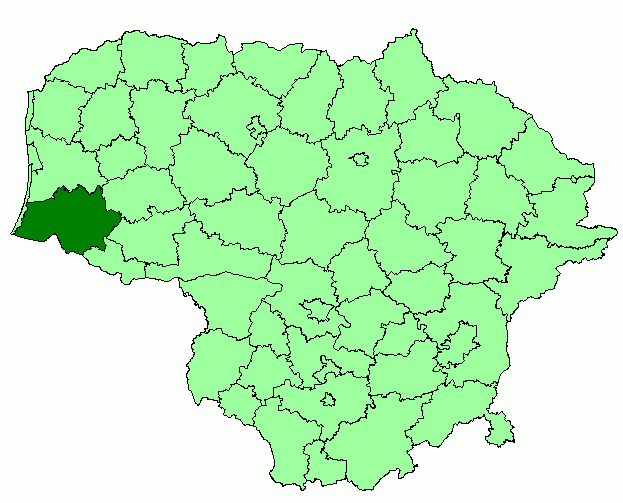
실루테구의 위치

실루테구(리투아니아어: Šilutės rajono savivaldybė)는 리투아니아 클라이페다주를 구성하는 7개 지방 자치체 가운데 하나로 행정 중심지는 실루테이며 면적은 1,714km2, 인구는 41,814명(2015년 기준), 인구 밀도는 24.4명/km2이다. 11개 장로구를 관할한다. 클라이페다주 클라이페다구, 타우라게주 실랄레구, 타우라게구, 파게갸이시와 접하며 남서쪽으로는 러시아 칼리닌그라드주와 국경을 접한다.
구의 대부분이 리투아니아 연안 저지대에 위치한다. 또한 매년 봄에는 네만강의 얼음이 녹기 시작할 때에 내리는 홍수가 온다. 이 곳에 위치한 네만강 삼각주와 벤테곶에는 많은 텃새와 철새가 서식한다.

지방 자치체 문장